# Peter Stein (Politiker)

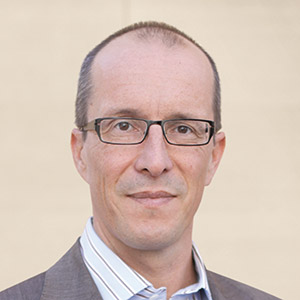
Peter Stein, 2014

Peter Stein (* 18. Januar 1968 in Siegen) ist ein deutscher ehemaliger Politiker (CDU). Von 2006 bis 2011 war er Mitglied des Landtages von Mecklenburg-Vorpommern; von 2013 bis 2021 war er Bundestagsabgeordneter.

## Leben
Stein schloss die Schule 1987 mit dem Abitur am Bodelschwingh-Gymnasium Herchen ab. Anschließend studierte er bis 1993 an der Universität Dortmund zum Diplom-Raumplaner (Architekt für Stadtplanung). Bis 1994 war er freiberuflich tätig, anschließend wurde er Angestellter der Stadt Rostock. Er ist als Stadtplaner Mitglied der Architektenkammer. Von 1999 bis 2003 war Stein stellvertretender Bürgermeister der Gemeinde Mönchhagen. Nach seinem Ausscheiden aus dem Deutschen Bundestag im Jahr 2021 war er ab Juli 2022 als Leiter des „Stabsreferats Lobbykoordination und Dialog“ für die Organisation Brot für die Welt tätig. Mit Jahresbeginn 2024 wurde Stein dann Leiter der neu geschaffenen Stelle „Bundespolitik“ beim Wirtschaftsverband Fuels und Energie.
Er ist evangelisch, verheiratet und hat aus erster Ehe zwei erwachsene Kinder.

## Politik
Peter Stein ist Mitglied im CDU-Kreisverband Landkreis Rostock.
Bis 2014 war Stein Gemeindevertreter und Mitglied im Bauausschuss in seinem Wohnort Mönchhagen.
Er war ab 2004 Mitglied im Kreistag Rostock und dort Vorsitzender des Wirtschaftsausschusses. Im Juli 2022 gab er sein Mandat zurück.
Seit der Landtagswahl 2006 war er durch ein Direktmandat im Wahlkreis 12 (Bad Doberan II) Abgeordneter im Landtag von Mecklenburg-Vorpommern. Er war Sprecher der CDU-Fraktion für Landesentwicklung sowie Integration und Migration. Bei der Landtagswahl in Mecklenburg-Vorpommern 2011 schied er aus dem Landtag aus.
Bei der Bundestagswahl 2013 errang Stein das Direktmandat im Bundestagswahlkreis Rostock – Landkreis Rostock II (Wahlkreis 14). Er zählt zu den 75 Unionsabgeordneten, die Ende Juni 2017 für die Gleichgeschlechtliche Ehe gestimmt haben. Zur Bundestagswahl 2017 gewann Peter Stein wieder das Direktmandat im Wahlkreis 14. Er war ordentliches Mitglied im Ausschuss für Wirtschaft und Energie, Ausschuss für wirtschaftliche Zusammenarbeit und Entwicklung und im Parlamentarischen Beirat für nachhaltige Entwicklung sowie stellvertretendes Mitglied im Unterausschuss Regionale Wirtschaftspolitik und ERP-Wirtschaftspläne und im Ausschuss für Arbeit und Soziales. Er trat auch bei der Bundestagswahl 2021 an, verlor aber den Wahlkreis an Katrin Zschau (SPD).